# Arco de la Puerta Nueva
El arco de la Puerta Nueva (en portugués: Arco da Porta Nova) es un arco de triunfo y antigua puerta de la ciudad de Braga, al norte de Portugal. El arco, que decora la entrada occidental a la muralla medieval de la ciudad, fue construido en 1512 y reconstruido al estilo barroco y neoclásico a finales del siglo XVIII, habiendo sido utilizado tradicionalmente como escenario de entrega de las llaves de la ciudad a dignatarios y personalidades.

## Historia
La construcción de la muralla de la ciudad de Braga fue uno de los proyectos clave de la región bajo los últimos cuatro reyes de la dinastía de Borgoña portuguesa (los llamados reyes de Portugal y Algarve). Comenzó durante el reinado de Dionisio I y solo pudo concluirse en 1373, estando Fernando I en el trono. Ya desde el principio se hizo notable la necesidad de contar con una torre de entrada al oeste de la muralla, pero esta no sería erigida hasta un siglo y medio después.
En 1505, Diogo de Sousa —hasta entonces obispo de Porto— se convirtió en arzobispo de Braga. Sousa fue artífice de la modernización de la ciudad y la renovación y revitalización de muchas de sus construcciones, empeño que mantuvo hasta su muerte en 1532. Entre otros, en 1512 se encargó de la construcción de la faltante torre de entrada, cuya puerta recibiría el nombre de Puerta Nueva (en portugués, Porta Nova). El arquitecto responsable de la construcción fue el bracarense André Soares, quien la basó en una estructura anterior en el mismo lugar.
En el siglo XVIII, el arzobispo José de Braganza mandó reconstruir la Porta Nova en su totalidad con el fin de «hacerla más notable», incluyendo la adición de decoración al estilo rococó. Como parte de su renovación, entre 1772 y 1773 (ya bajo el arzobispo Gaspar de Braganza), una estatua que representaba a la ciudad de Braga fue retirada del edificio de las Arcadas e instalada en el remate de la puerta. Al año siguiente, el arzobispo ordenó la transformación de la torre de la Porta Nova en un arco de triunfo de estilo barroco.
A lo largo del siglo XX, el histórico arco fue usado para campañas de promoción y programas de televisión.

## Ubicación y arquitectura
La Porta Nova se encuentra en el entramado de calles de la ciudad antigua de Braga, en un pasillo que reúne el Campo das Hortas con la calle Diogo de Sousa. Está rodeado de edificios de tres a cinco pisos, la mayoría de ellos con tiendas y locales en su planta baja. En las inmediaciones del arco hay una torre del siglo XIV —la que actualmente alberga el Museo de la Imagen—, cuya puerta representa la entrada principal a la ciudad medieval. El nombre Porta Nova se concedió para distinguir a la puerta del siglo XVI de esta entrada más antigua.
La Puerta Nueva es un arco de medio punto que presenta una fachada barroca (en su cara occidental) y otra de estilo neoclásico (en el lado oriental), una mezcla que pone de manifiesto las múltiples facetas artísticas de su diseñador. El arco barroco de la cara occidental está flanqueado por cuatro pilastras cuadradas en bajorrelieve rematadas con pináculos levantados sobre zócalos. Un estrecho ático muestra en relieve el escudo de armas del arzobispo Gaspar de Braganza envuelto en el manto heráldico, incluyendo la corona arzobispal, sobre el que se encuentra la figura alegórica de la ciudad traída del edificio de las Arcadas (dirigida hacia el oeste). Delante del ático y los pináculos, directamente encima de la imposta, hay una estructura de arco con brechas a ambos lados, que aunque pueda parecer rota, fue diseñada con este aspecto. La fachada oriental, con sus dos únicas pilastras, también en bajorrelieve, está remata con la imagen de Nuestra Señora de Nazaret, introducida en una hornacina que forma el otro lado del ático.